# Silene tubiformis
Silene tubiformis är en nejlikväxtart som beskrevs av C.L. Tang. Silene tubiformis ingår i släktet glimmar, och familjen nejlikväxter. Inga underarter finns listade i Catalogue of Life.